# Mistrzostwa Rumunii w rugby union (1930)
Mistrzostwa Rumunii w rugby union 1930 – piętnaste mistrzostwa Rumunii w rugby union. Triumfowali w nich zawodnicy AP Stadiul Român București.
W zawodach brało udział sześć zespołów: Stadiul Român, TCR, PTT, Sportul Studențesc, RCB oraz Politehnica.